# René Bougnol
René Bougnol (ur. 7 stycznia 1911 w Montpellier, zm. 20 czerwca 1956 tamże) – francuski florecista i szpadzista, trzykrotny medalista olimpijski i wielokrotny medalista mistrzostw świata.
Na igrzyskach olimpijskich w Los Angeles w 1932 roku Francuzi w składzie: Edward Gardère, René Lemoine, René Bondoux, René Bougnol, Philippe Cattiau i Jean Piot zdobyli złoty medal we florecie drużynowym. W zawodach indywidualnych był ósmy. Na rozgrywanych cztery lata później igrzyskach olimpijskich w Berlinie wspólnie z André Gardère, Edwardem Gardère, René Lemoine, René Bondoux i Jacquesem Coutrotem był drużynowo drugi. Po II wojnie światowej wystąpił na igrzyskach olimpijskich w Londynie w 1948 roku, gdzie razem z André Boninem, Jéhanem de Buhanem, Christianem d’Oriolą, Jacquesem Lataste i Adrienem Rommelem zdobył drużynowo kolejny złoty medal. W rywalizacji indywidualnej, w rundzie finałowej wygrał trzy z siedmiu pojedynków i zajął piąte miejsce. Brał też udział w igrzyskach olimpijskich w Helsinkach w 1952 roku, gdzie w szpadzie indywidualnej odpadł w półfinałach, a w szpadzie drużynowej dotarł do ćwierćfinałów.
Podczas mistrzostw świata w Liège w 1930 roku razem z Cattiau, Coutrotem, É. Gardère i Lemoine zajął drugie miejsce we florecie drużynowym. W tej samej konkurencji zdobywał też złote medale na mistrzostwach świata w Lizbonie (1947) i mistrzostwach świata w Sztokholmie (1951) oraz srebrne na mistrzostwach świata w Warszawie (1934), mistrzostwach świata w Lozannie (1935), mistrzostwach świata w Paryżu (1937), mistrzostwach świata w Pieszczanach (1938), mistrzostwach świata w Kairze (1949) i mistrzostwach świata w Monte Carlo (1950).
Ponadto wywalczył trzy medale w szpadzie: złoty drużynowo na MŚ 1951, srebrny indywidualnie na MŚ 1949 (plasując się za Włochem Dario Mangiarottim) i srebrny drużynowo na MŚ 1950.
Jego nazwiskiem w 2021 nazwano halę sportową w Montpellier.